# Giovanni Francesco Straparola

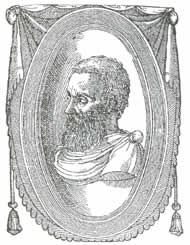
Giovanni Francesco Straparola

Giovanni Francesco "Gianfrancesco" Straparola, còn được gọi là Zoan hoặc Zuan Francesco Straparola da Caravaggio (khoảng 1485? -1558), là một nhà thơ, đồng thời là nhà sưu tập và viết truyện ngắn người Ý. Một thời gian trong cuộc đời, ông di cư từ Caravaggio đến Venezia nơi ông xuất bản một tập truyện gồm hai tập có tên là The Facetious Nights hay The Pleasant Nights. Bộ sưu tập này bao gồm một số phiên bản in đầu tiên của truyện cổ tích được biết đến ở châu Âu, như chúng được biết đến ngày nay.

## Tiểu sử

### Cuộc sống
Không có nhiều thông tin về cuộc sống của Straarola ngoại trừ một vài sự thật liên quan đến các tác phẩm đã xuất bản của ông. Ônc có thể được sinh ra vào khoảng năm 1485 tại Caravaggio, Ý (trên vùng đồng bằng ở phía đông của Milan). Tuy nhiên, cuộc sống của anh ta không được biết đến cho đến năm 1508 khi ông được tìm thấy ở Venice nơi anh ta ký tên "Zoan" trên trang tiêu đề của Opera nova de Zoan Francesco Straparola da Caravaggio novamente stampata (New Works) của ông.
Trước khi phát hành tập đầu tiên của The Nights Nights, Straparola đã xin phép xuất bản từ chính quyền Venice vào ngày 8 tháng 3 năm 1550, mặc dù tên trên giấy phép có ghi "Zuan Francesco Sstraparola da Caravaggio."
Straarola được cho là đã chết năm 1558. Nhưng cái chết của anh ta có thể xảy ra sớm hơn sau khi bản in năm 1556 hoặc 1557, bức chân dung của tác giả biến mất khỏi tác phẩm cũng như dòng chữ "All'instanza dall'autore" (theo lệnh của tác giả), máy in là Comin da Trino, Venice. Điều này có thể có thể khiến cái chết của Straarola trước năm 1558 (Bottigheimer gợi ý năm 1555 do bệnh dịch tại thời điểm đó), và ở một số thành phố khác ngoài Venice vì cái chết của ông không được ghi lại trong hồ sơ tử vong của Venice vào những năm 1550 hoặc đầu những năm 1560
Là một nhà văn không có nguồn gốc từ Venice, Straarola có thể đã giữ vị trí giáo viên, thư ký riêng hoặc một loại “nhà văn ma” tìm kiếm cho một người bảo trợ.